# Championnat du Belize de football 2006
Navigation
Saison précédente Saison suivante
La Belize Premier Football League 2006 est la seizième édition de la première division bélizienne.
Lors de ce tournoi, le New Site Erei (en) a conservé son titre de champion du Belize face aux neuf meilleurs clubs beliziens.
Chacun des dix clubs participant était confronté deux fois aux quatre autres équipes de son groupe. Puis les deux meilleurs de chaque groupe se sont affrontés lors d'une phase finale à la fin de la saison.
Seulement deux places étaient qualificatives pour la Copa Interclubes UNCAF.

## Les 10 clubs participants
| \| Alpha Glitters Suga Boys Juventus FC Belize Belmopan United Benque Viejo United Hankook Verdes Kremandala Penta New Site Erei Wagiya Placencia Pirates \| Localisation des clubs engagés dans le championnat. |
| Alpha Glitters Suga Boys Juventus FC Belize Belmopan United Benque Viejo United Hankook Verdes Kremandala Penta New Site Erei Wagiya Placencia Pirates                                                           |

| Club                     | Stade                    | Capacité          | Ville                   |
| Alpha Glitters           | Stade inconnu            | Capacité inconnue | Orange Walk Town        |
| FC Belize                | Stade MCC Grounds        | 3 500             | Belize City             |
| Belmopan United (en)     | Stade Isidoro Beaton     | 2 500             | Belmopan                |
| Benque Viejo United (en) | Stade Edmund Marshalleck | 2 000             | Benque Viejo del Carmen |
| Cayo Avengers            | Stade inconnu            | Capacité inconnue | Ville inconnue          |
| Hankook Verdes           | Stade Pedro Mena Guerra  | Capacité inconnue | Benque Viejo del Carmen |
| Kremandala Penta (en)    | Stade Norman Broaster    | 2 000             | San Ignacio             |
| New Site Erei (en)       | Stade Carl Ramos         | 3 500             | Dangriga                |
| Placencia Pirates        | Stade inconnu            | Capacité inconnue | Placencia               |
| Wagiya (en)              | Stade Carl Ramos         | 3 500             | Dangriga                |

## Compétition
Cette compétition se déroule de la façon suivante, en trois phases :
- La phase régulière : les dix journées de championnat.
- La phase finale : les six journées de championnat supplémentaires entre les meilleures équipes de chaque groupe.
- La finale : la confrontation aller-retour entre les deux meilleures équipes de la phase finale.

### Phase régulière
Lors de la phase régulière les dix équipes affrontent à deux reprises les quatre autres équipes de leur groupe selon un calendrier tiré aléatoirement.
Les deux meilleures équipes de chaque groupe sont directement qualifiées pour la phase finale.
Le classement est établi sur le barème de points classique (victoire à 3 points, match nul à 1, défaite à 0).
Le départage final se fait selon les critères suivants :
- Le nombre de points.
- La différence de buts générale.
- Le nombre de buts marqué.

#### Classement
| Rang | Équipe                   | Pts | J  | G | N | P | Bp | Bc | Diff |
| ---- | ------------------------ | --- | -- | - | - | - | -- | -- | ---- |
| 1    | New Site Erei (en) (T)   | 23  | 10 | 7 | 2 | 1 | 46 | 12 | +34  |
| 2    | Placencia Pirates        | 22  | 10 | 7 | 1 | 2 | 20 | 7  | +13  |
| 3    | Wagiya (en)              | 15  | 10 | 4 | 3 | 3 | 17 | 13 | +4   |
| 4    | Benque Viejo United (en) | 14  | 10 | 4 | 2 | 4 | 26 | 18 | +8   |
| 5    | Cayo Avengers            | 2   | 10 | 0 | 2 | 8 | 7  | 58 | -51  |

| Rang | Équipe                | Pts | J  | G | N | P | Bp | Bc | Diff |
| ---- | --------------------- | --- | -- | - | - | - | -- | -- | ---- |
| 1    | FC Belize             | 15  | 10 | 4 | 3 | 3 | 15 | 10 | +5   |
| 2    | Hankook Verdes        | 15  | 10 | 4 | 3 | 3 | 19 | 15 | +4   |
| 3    | Kremandala Penta (en) | 11  | 10 | 2 | 5 | 3 | 8  | 9  | -1   |
| 4    | Belmopan United (en)  | 10  | 10 | 2 | 4 | 4 | 7  | 16 | -9   |
| 5    | Alpha Glitters (P)    | 8   | 10 | 1 | 5 | 4 | 9  | 16 | -7   |

| Légende : Qualifications et relégations | Légende : Qualifications et relégations                                               |
| --------------------------------------- | ------------------------------------------------------------------------------------- |
|                                         | Qualifié pour la phase finale                                                         |
|                                         | (T) : Tenant du titre (P) : Promu à la suite des désistements de la saison précédente |

### La phase finale
Lors de la phase finale les quatre équipes qualifiées affrontent à deux reprises les trois autres équipes selon un calendrier tiré aléatoirement.
Les deux meilleures équipes sont directement qualifiées pour la finale.
Le classement est établi sur le barème de points classique (victoire à 3 points, match nul à 1, défaite à 0).
Le départage final se fait selon les critères suivants :
- Le nombre de points.
- La différence de buts générale.
- Le nombre de buts marqué.

#### Classement
| Rang | Équipe                 | Pts | J | G | N | P | Bp | Bc | Diff |
| ---- | ---------------------- | --- | - | - | - | - | -- | -- | ---- |
| 1    | New Site Erei (en) (T) | 14  | 6 | 4 | 2 | 0 | 12 | 3  | +9   |
| 2    | Hankook Verdes         | 8   | 6 | 2 | 2 | 2 | 10 | 11 | -1   |
| 3    | FC Belize              | 7   | 6 | 2 | 1 | 3 | 12 | 12 | 0    |
| 4    | Placencia Pirates      | 4   | 6 | 1 | 1 | 4 | 8  | 16 | -8   |

| Légende : Qualifications et relégations | Légende : Qualifications et relégations |
| --------------------------------------- | --------------------------------------- |
|                                         | Qualifié pour la finale                 |
|                                         | (T) : Tenant du titre                   |

### Finale
| Match aller | New Site Erei (en)      | 1:0   | Hankook Verdes | Stade Carl Ramos |  |
| 4 juin 2006 | Elroy Kuylen 55e (pen.) | (0:0) |                |                  |  |

| Match retour | Hankook Verdes | 0:2   | New Site Erei (en)                    | Stade Pedro Mena Guerra |  |
| 11 juin 2006 |                | (0:0) | Norman Nunez 85e · Glenn Martinez 87e |                         |  |

## Bilan du tournoi
| Tableau d'Honneur              |                    |
| Compétition                    | Vainqueur          |
| Belize Premier Football League | New Site Erei (en) |

| Qualifications continentales 2006-2007 |                            |
| Copa Interclubes UNCAF                 | Qualifiés                  |
| Premier tour (en)                      | Hankook Verdes Wagiya (en) |

| Promotions et relégations |                                                                                                   |
| Relégué                   | Benque Viejo United (en) Cayo Avengers Kremandala Penta (en) New Site Erei (en) Placencia Pirates |
| Promu                     | Acros Lake                                                                                        |